# Вомъёль
Вомъёль — река в России, протекает по городскому округу Усинск Республики Коми. Образуется слиянием рек Шуйга-Вомъёль и Веськыд-Вомъёль. Устье реки находится в 0,3 км по правому берегу реки Большая Мутная. Длина реки вместе с одной из составляющих составляет 11 км.

## Данные водного реестра
По данным государственного водного реестра России относится к Двинско-Печорскому бассейновому округу, водохозяйственный участок реки — Печора от впадения реки Уса до водомерного поста Усть-Цильма, речной подбассейн реки — бассейны притоков Печоры ниже впадения Усы. Речной бассейн реки — Печора.
Код объекта в государственном водном реестре — 03050300112103000074604.